# Tollent
Tollent là một xã ở tỉnh Pas-de-Calais, vùng Hauts-de-France của Pháp.

## Địa lý
Tollent lies hai bên bờ sông Authie, 36 dặm (57,9 km) phía tây Arras, tại giao lộ của các tuyến đường D101 và D119.

## Dân số
| 1962                                                         | 1968 | 1975 | 1982 | 1990 | 1999 | 2006 |
| ------------------------------------------------------------ | ---- | ---- | ---- | ---- | ---- | ---- |
| 142                                                          | 148  | 118  | 86   | 82   | 77   | 89   |
| Số liệu điều tra dân số từ năm 1962: Dân số không tính trùng |      |      |      |      |      |      |

## Địa điểm nổi bật
- Nhà thờ Notre-Dame, thế kỷ 17.
- Nhà nguyện thế kỷ 18.